# 11762 Vogel
11762 Vogel è un asteroide della fascia principale. Scoperto nel 1960, presenta un'orbita caratterizzata da un semiasse maggiore pari a 2,9082694 UA e da un'eccentricità di 0,0269538, inclinata di 1,29475° rispetto all'eclittica.
L'asteroide è dedicato a Hermann Carl Vogel, astronomo tedesco.